# Megastadt

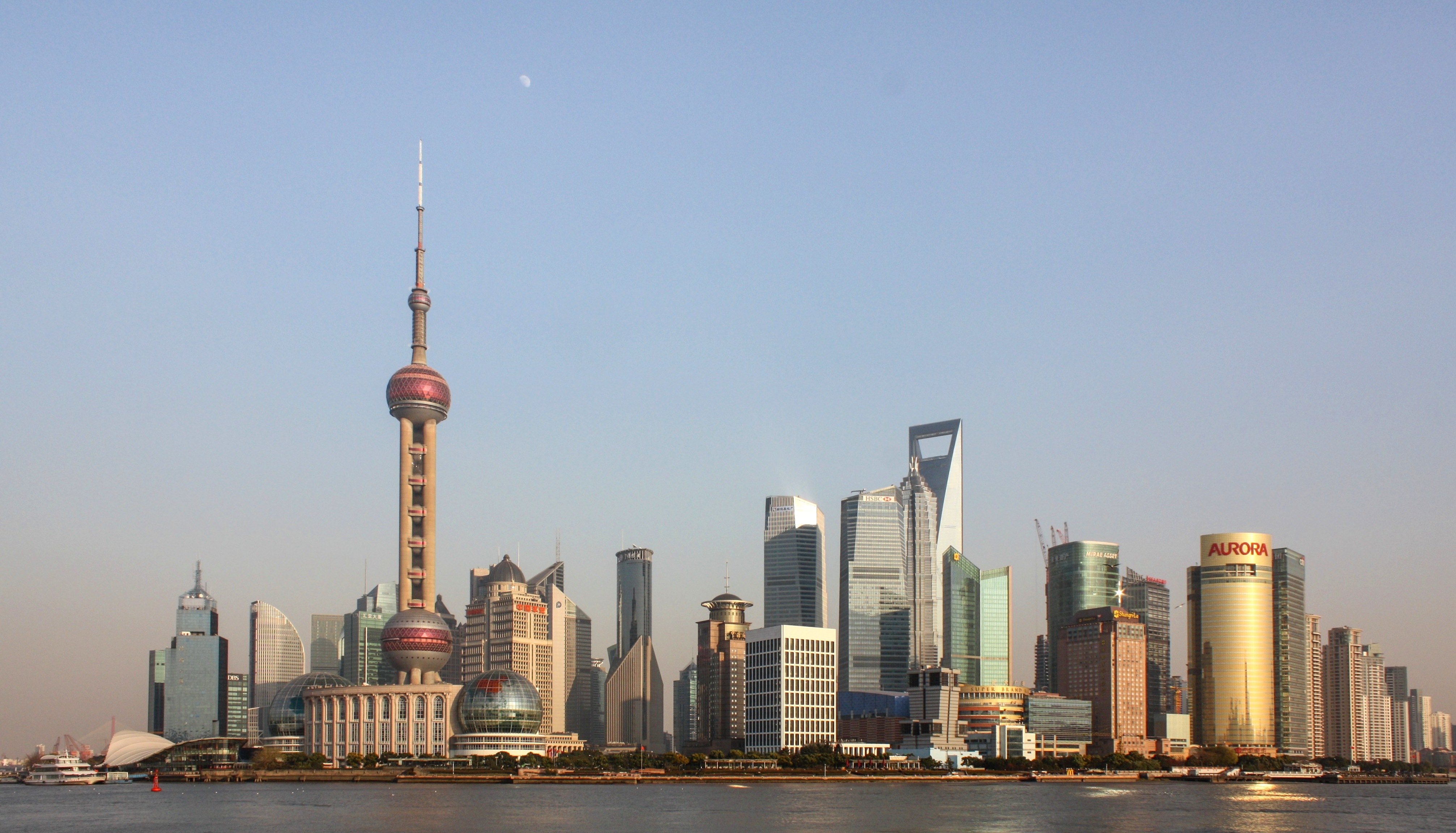
Shanghai ist eine der größten Städte der Welt

Als Megastadt (auch Megacity, Plural Megacitys, englisch megacity) werden von den Vereinten Nationen Städte bezeichnet, die zehn Millionen oder mehr Einwohner haben. Ein alternativer / synonymer Begriff ist megaurbaner Raum, der auch Agglomerationsräume wie die Metropolregion Rhein-Ruhr mit über 10 Millionen Einwohnern einbezieht. 
Der Begriff Megastadt ist eine rein quantitative Einordnung. Er muss von dem Begriff Weltstadt abgegrenzt werden, der eine qualitative Einordnung darstellt. Eine Weltstadt ist zwar oft, aber nicht immer, eine Megastadt, und nicht jede Megastadt ist automatisch eine Weltstadt. Eine Megastadt ist sehr oft die Primatstadt des jeweiligen Landes.

## Geschichte
Um 1900 war London mit über 5 Millionen Einwohnern die bevölkerungsreichste Stadt der Welt. Im Jahr 1950 hatten mit New York und Tokio zwei Städte mehr als 10 Millionen Einwohner. Bis 1975 kam Mexiko-Stadt hinzu, und im Jahr 2000 gab es weltweit 18 Megastädte.

## Herausforderungen
Die hohe Bevölkerungskonzentration in Megastädten beziehungsweise megaurbanen Räumen führt zu einer Reihe von Problemen. Diese beginnen damit, dass alle Einwohner mit Grundnahrungsmitteln und Trinkwasser versorgt werden müssen, was oft zu einer massiven Belastung des Umlands führt. Durch Landflucht wächst die Bevölkerungszahl in den Städten. Für diese neu hinzugekommene Bevölkerung steht meist nicht genug Wohnraum zur Verfügung, so dass häufig informelle Siedlungen entstehen.
Im Katastrophenfall ist die Evakuierung der Stadt beziehungsweise die Notversorgung der Bevölkerung ausgesprochen schwierig, da die Verkehrsinfrastruktur meist schon im Normalzustand überlastet ist und zudem oft noch nicht einmal genaue Zahlen über den Bedarf vorliegen. Die in einem Gebiet befindliche Bevölkerung kann meist nur grob geschätzt werden, da es in vielen Ländern keine Meldepflicht gibt. Die gegenwärtigen Probleme der Megastädte sind schon aufgrund ihrer Dimensionen (zehn bis zwanzig Millionen Einwohner) und ihrer Wachstumsgeschwindigkeit größer, als es die Probleme der europäischen und nordamerikanischen Großstädte während der Industrialisierung im 19. Jahrhundert je waren.

## Megastädte nach Regionen

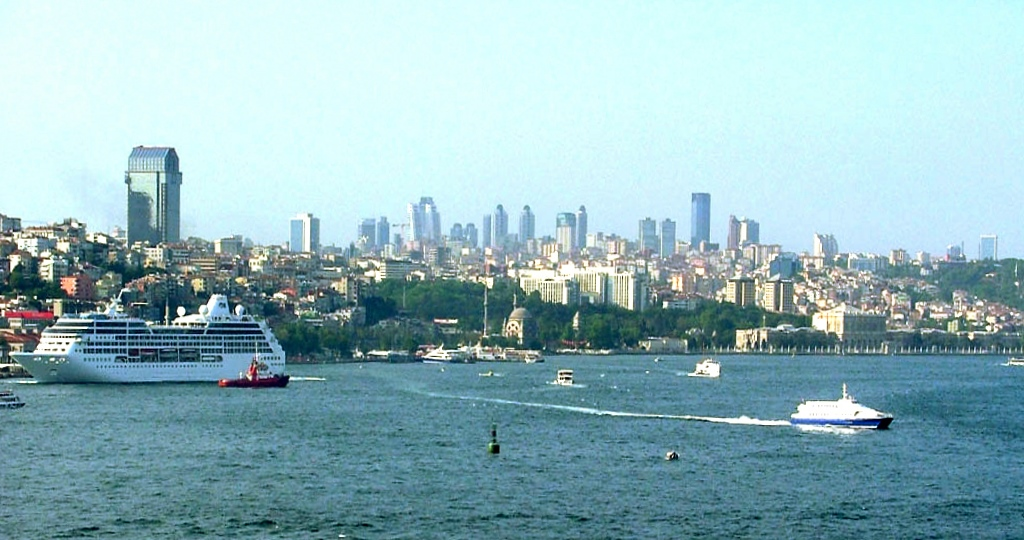
Istanbul liegt als einzige Megastadt der Welt auf zwei Kontinenten

Die Definition der Größe einer Stadt beziehungsweise Agglomeration (Kernstadt und dicht besiedeltes Umland) ist weltweit nicht einheitlich festgelegt. Eine mangelnde Vergleichbarkeit bei der räumlichen Abgrenzung sowie Fehler und Ungenauigkeiten bei der Fortschreibung und Hochrechnung der Einwohnerzahlen können zu Abweichungen bei den Angaben für ein und dieselbe Stadt führen.
Der größte Ballungsraum der Welt ist die Metropolregion Tokio mit rund 36 Millionen Einwohnern. Diese umfasst neben den 23 Stadtbezirken auf dem Gebiet der ehemaligen Stadt Tokio auch noch mehrere umliegende Millionenstädte.
Betrachtet man die größten Metropolregionen der Welt, so gibt es Stand 2021 insgesamt 36 Megastädte. Davon liegen die größten acht in Asien und Südamerika (Stand: 2021). Als Megastädte zählen:
- in Asien: Tokio, Jakarta, Delhi, Manila, Seoul, Mumbai, Shanghai, Guangzhou, Peking, Kolkata, Bangkok, Dhaka, Osaka, Karatschi, Shenzhen, Bengaluru, Ho-Chi-Minh-Stadt, Teheran, Chengdu, Chennai, Lahore, Tianjin
- in Nordamerika: Mexiko-Stadt, New York, Los Angeles
- in Südamerika: São Paulo, Buenos Aires, Rio de Janeiro
- in Afrika: Kairo, Lagos, Kinshasa, Johannesburg
- in Europa: Istanbul, Moskau, Paris, London, Rhein-Ruhr